# BeWelcome

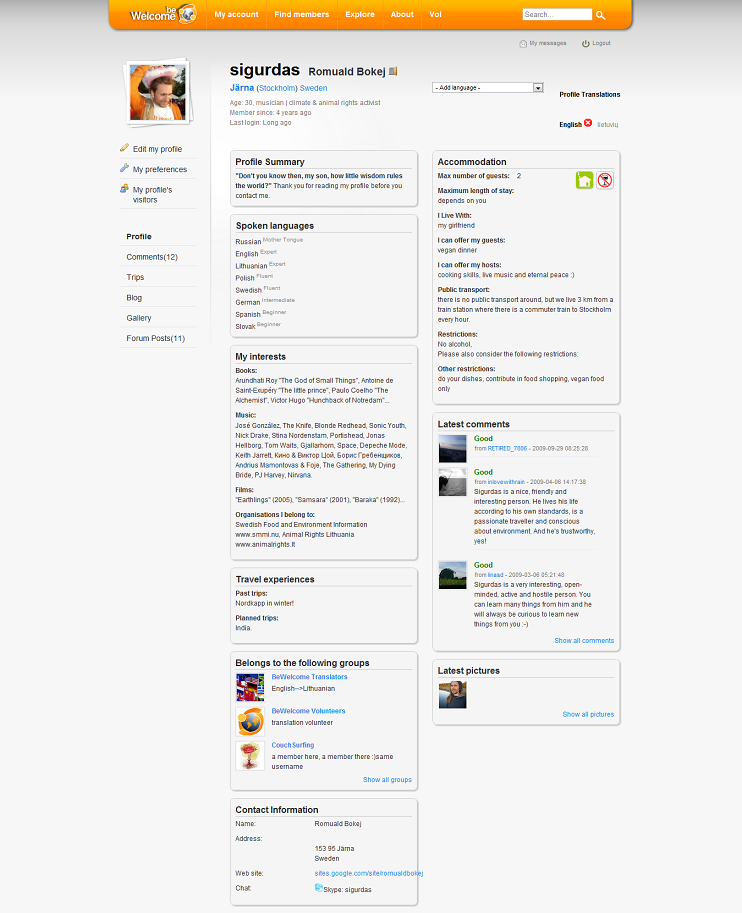
Perfil de un usuario de BeWelcome

BeWelcome es un servicio de hospitalidad en línea sin ánimo de lucro y de código libre, fundado en febrero del año 2007. Su responsable es la organización sin ánimo de lucro BeVolunteer.
En la actualidad cuenta con aproximadamente 244.000 miembros en todo el mundo (junio de 2023), que ofrecen y reciben alojamiento gratis y ayuda durante los viajes y organizan actividades en sus propias ciudades. Desde la transformación de Couchsurfing, la otra gran plataforma web de intercambio de hospitalidad, en empresa con ánimo de lucro en el año 2011, el número de miembros de BeWelcome se triplicó en apenas un año y medio. La participación es libre y gratuita.

## Organización
Una comunidad de voluntarios da soporte a BeWelcome y mantiene el proyecto, dividiéndose en grupos de trabajo.

## Peticiones por estancia en casa
El Warm Showers les concede a equipos de científicos  fidedignos el acceso a sus datos anonimizados para que puedan publicar ideas al beneficio de la humanidad. En 2015, un análisis de 97,915 peticiones por estancia en casa originarios del BeWelcome y 285,444 peticiones por estancia en casa del Warm Showers mostraron regularidad general — cuanto menos tiempo es gastado en escribir una petición por estancia en casa, más baja es la probabilidad de éxito. Como ambas redes son marcadas por el altruismo, la comunicación de pequeño esfuerzo, en otras palabras 'las peticiones de copiar y pegar', evidentemente envía la señal incorrecta.